# Apolonio de Rodas
Apolonio de Rodas (Ἀπολλώνιος ὁ Ῥόδιος, Alejandría, 295 a. C.-Rodas, 215 a. C.) fue un poeta griego, autor del poema épico Argonáuticas.

## Biografía
La tradición duda sobre su lugar de nacimiento: Alejandría o Náucratis, pero es más probable lo primero, aunque su familia procedía de la segunda. Se le llama «de Rodas» porque allí pasó la mayor parte de su vida y porque casi con total seguridad adoptó la ciudadanía rodia. 
Realizó estudios en Alejandría, teniendo como maestro al poeta Calímaco y como compañero de escuela al físico y astrónomo Eratóstenes, destinado a sucederle en la dirección de la Biblioteca alejandrina. Cuando tenía unos treinta años fue nombrado por Tolomeo II Filadelfo bibliotecario, para suceder al célebre gramático Zenódoto de Éfeso. Al mismo tiempo recibió el encargo de educar al hijo de Ptolomeo Filadelfo, el futuro Ptolomeo III Evergetes.
Durante los veinte años que permaneció en el cargo compuso su famoso poema épico Argonáuticas o El viaje de los argonautas, que narra el viaje hacia Colcos de la nave Argos —dirigida por Jasón y tripulada por todo tipo de héroes míticos—, en busca del vellocino de oro. También escribió numerosos libros sobre gramática. 
Llegó a enfrentarse por entonces con su maestro Calímaco, que era un enemigo declarado de los poemas narrativos y extensos. Este enfrentamiento —sobre cuyo grado no se ponen de acuerdo los estudiosos— y la enemistad de la reina Berenice, con la que se había casado el padre de su alumno, llegado por fin al poder, motivaron su caída en desgracia en la corte del rey y su marcha hacia Rodas, donde murió.
Otra tradición afirma que la primera composición del poema Argonáuticas provocó las burlas de sus colegas en Alejandría. En su exilio de Rodas reescribió de nuevo la obra, alcanzando con esta nueva redacción fama y reconocimiento.